# バブー・オブ・ザ・ベイビー
『バブー・オブ・ザ・ベイビー - UNDEAD OR UNALIVE -』とは2013年5月に公演された演劇作品。
メインキャストは、2009年4-6月期に毎日放送で放送されていた子育てプレイのメンバーに脚本・演出を手がける池田鉄洋が加わった5名である。

## 公演
- 東京公演 2013年5月10日 - 5月19日 本多劇場
- 仙台公演 2013年5月28日 仙台市民会館 大ホール

## あらすじ
突如ゾンビが大量発生し、大パニックとなった「新宿歌舞伎町ゾンビ事件」。
その発生から23年後、フリーライターの三橋は、現場の雑居ビルで生まれた青年・大倉にコンタクトを取り、その口から真相を確かめようとする。
大倉が生まれた当時、四階建ての栄光ビルヂングに入居していたのは、イタリア料理店「ベラドンナ」(1F)、古地図を販売する「大江戸出版」(3F)、暴力団「京円会の組事務所」(4F)、そしてメイド喫茶「萌えベター」(2F)の四社。
ゾンビに包囲されて脱出もままならない極限状態の中、それぞれの階では自らの生き残りと愛する者への思いが交錯する、大混乱が発生していた。
各階を1幕ごとに演じていく全6幕構成。（23年後のインタビュー場面含む。）

## 登場人物
第一幕：23年後のイタリア料理店「ベラドンナ」
大倉勇大：福士誠治
23年前の「新宿歌舞伎町ゾンビ事件」の最中にゾンビになりかけの母親から生まれた男性。
三橋隆文：池田鉄洋
23年前の「新宿歌舞伎町ゾンビ事件」を追いかけるフリーライター。
第二幕：1F イタリア料理店「ベラドンナ」
石井剛：田中圭
イタリア料理店「ベラドンナ」コック。熱血。26歳。
神南宗純：大口兼悟
イタリア料理店「ベラドンナ」シェフ。料理の腕は確かだが、バカ。35歳。
森山正：福士誠治
イタリア料理店「ベラドンナ」ウェイター。どんな時でも店を時間通りに開けたい頑固者。29歳。
大倉恭子：田口浩正
ゾンビから逃げるため、イタリア料理店「ベラドンナ」に逃げ込んだ妊婦。26歳。
熊田つぐみ：池田鉄洋
入店してきたゾンビ。
第三幕：3F 「大江戸出版」
猿渡京介：福士誠治
「大江戸出版」で働く草食系男子。25歳。
光本憩子：池田鉄洋
「大江戸出版」で働く、猿渡に保険加入を勧める女性。34歳。
飯塚編集長：大口兼悟
「大江戸出版」の編集長。ダンディーでロマンスなグレーだが、池上局長に依存しきっているため、何もできない。バカ。62歳。
池上局長：田中圭
「大江戸出版」の局長。かつては日本軍でスパイとしても活躍したことがある。入れ歯がないと何もできなくなる。85歳。
小鳥遊三郎：田口浩正
池上局長の入れ歯をつけて行ってしまうゾンビ。
第四幕：4F 暴力団「京円会の組事務所」
山内健司：田口浩正
京円会の組長。50歳。
小林博：田中圭
京円会の下っ端。大仏を慕っている。32歳。
鮫島洋一（大仏）：池田鉄洋
京円会のヤクザ。髪型が大仏のようなパンチパーマ。40歳。
神取優：福士誠治
京円会の下っ端。28歳。
犬飼保：大口兼悟
京円会のヤクザ。場で起こっていることにも無関心。すぐ殺す。35歳。
第五幕：2F メイド喫茶「萌えベター」
まゆ：池田鉄洋
「萌えベター」の店長。22歳。
みい：福士誠治
「萌えベター」のメイド。20歳。
もも：田中圭
「萌えベター」のメイド。20歳。ツンデレで人気がある様子。wifiなどセッティングできる能力もある。
日木沢流：大口兼悟
「萌えベター」の常連客。特にももの客。おたく。42歳。
ミチカ：田口浩正
「萌えベター」のメイド。18歳だが、ここ一年指名客なし。時代遅れの汚ギャル。
各階共通
ゾンビ：武田桂

## スタッフ
- 作、演出 - 池田鉄洋
- 美術 - 中根聡子
- 照明 - 倉本泰史
- 音響 - 田上篤志
- 衣装 - 髙木阿友子
- ヘアメイク - 宮内宏明
- 映像 - 上田大樹
- 振付 - 小林顕作
- 演出助手 - 山崎総司
- 舞台監督 - 津江健太+至福団
- 演出部 - 鈴木サオリ、梶原あきら、越野ありさ、小見山実侑
- 照明操作 - 菅沼玲
- ヘアメイク - 横田聡子
- 映像操作 - 淡路麻耶
- 大道具 - C-COM舞台装置
- 小道具 - 高津映画装飾美術
- 照明 - エアー・パワー・サプライ
- 音響 - atSound 井川佳代
- 衣装強力 - 溝口孝之（東京衣装）、山中麻耶
- 衣装製作 - 丸藤
- ウィッグ製作 - M's factory
- 映像製作 - 荒川ヒロキ、大鹿奈穂、小林妙子
- 運搬 - マイド
- 稽古場 - スタジオ凪、SIMスタジオ

## テーマソング
- ゴスペラーズ「1,2,3 for 5」。アルバム「Hurray!」収録。

## 備考
- 第四幕使用曲は、ゴスペラーズの「ひとり」。
- 第五幕使用曲はきゃりーぱみゅぱみゅの「にんじゃりばんばん」と阿部真央の「モンロー」。アルバム「ポっぷ」収録曲。
- 日木沢走馬灯時使用曲は「パリは燃えているか」。
- 幕間使用曲はthe pillowsの「プロポーズ」。アルバム「Wake up! Wake up! Wake up!」収録曲。
- チケットは前売り7,200円、当日券7,500円にて発売される。
- 宣伝活動およびバックアップはホリプロ。